# VdS Berlin
Der VdS Berlin („Verein der Saunafreunde“) ist ein ehemaliger Volleyballverein aus West-Berlin.
Der Verein der Saunafreunde Zermatter Straße eingetragener Verein wurde 1973 gegründet 2009 durch Beschluss der Mitgliederversammlung aufgelöst.
Die Männer des VdS Berlin spielten in den 1980er Jahren sehr erfolgreich in der Volleyball-Bundesliga. Trainer waren Andrzej Niemczyk (bis 1981) und Kaweh Niroomand (1981 bis 1989). Bekannte Nationalspieler beim VdS Berlin waren Sven Eggert, David Schüler, Jan Fell, Matthias Keller, Thomas Brall und Hans-Jörg Michels. 1986 gewann der VdS Berlin den DVV-Pokal. Der Nachfolgeverein des VdS Berlin ist seit 1989 der SCC Berlin.